# Mezinárodní letiště Nikoly Tesly Bělehrad

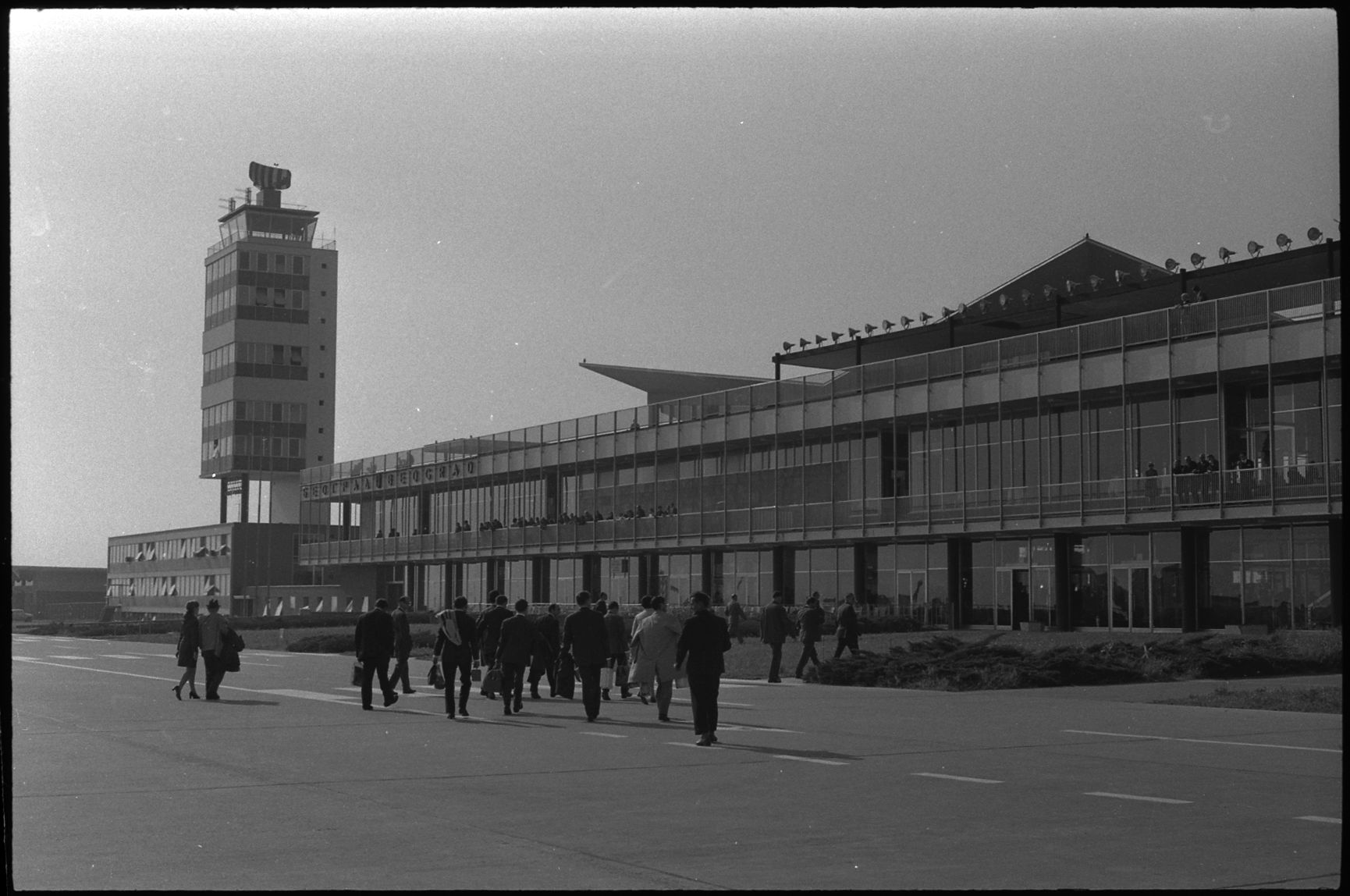
Letiště v roce 1968.

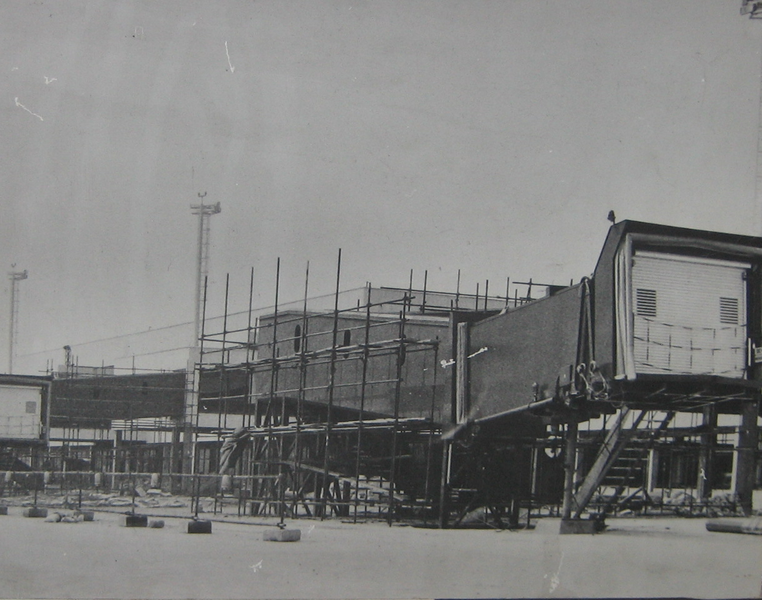
Rekonstrukce Teslova letiště v roce 1980

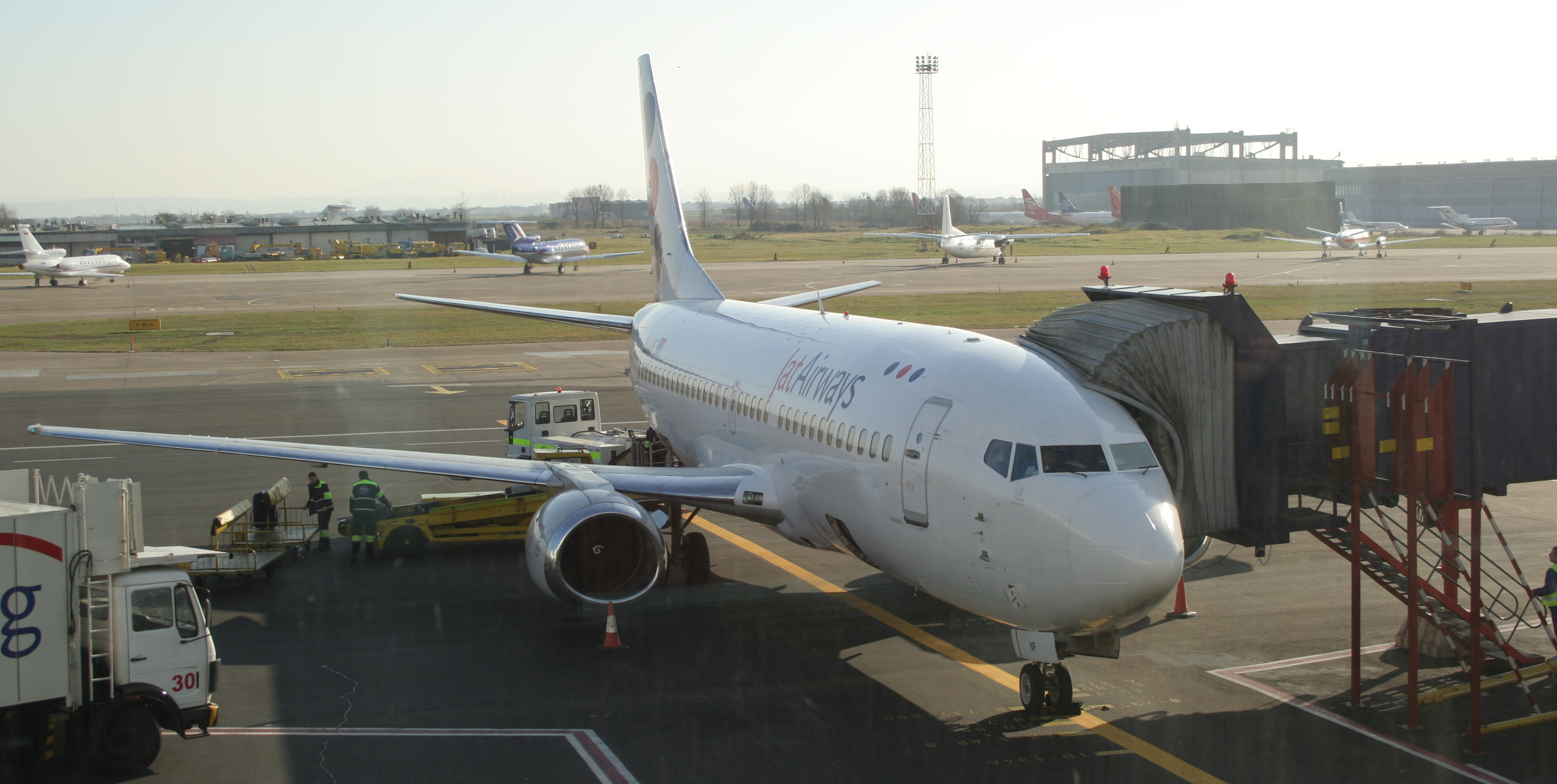
Boeing 737 (YU-ANF) společnosti JAT Airways na letišti Bělehrad

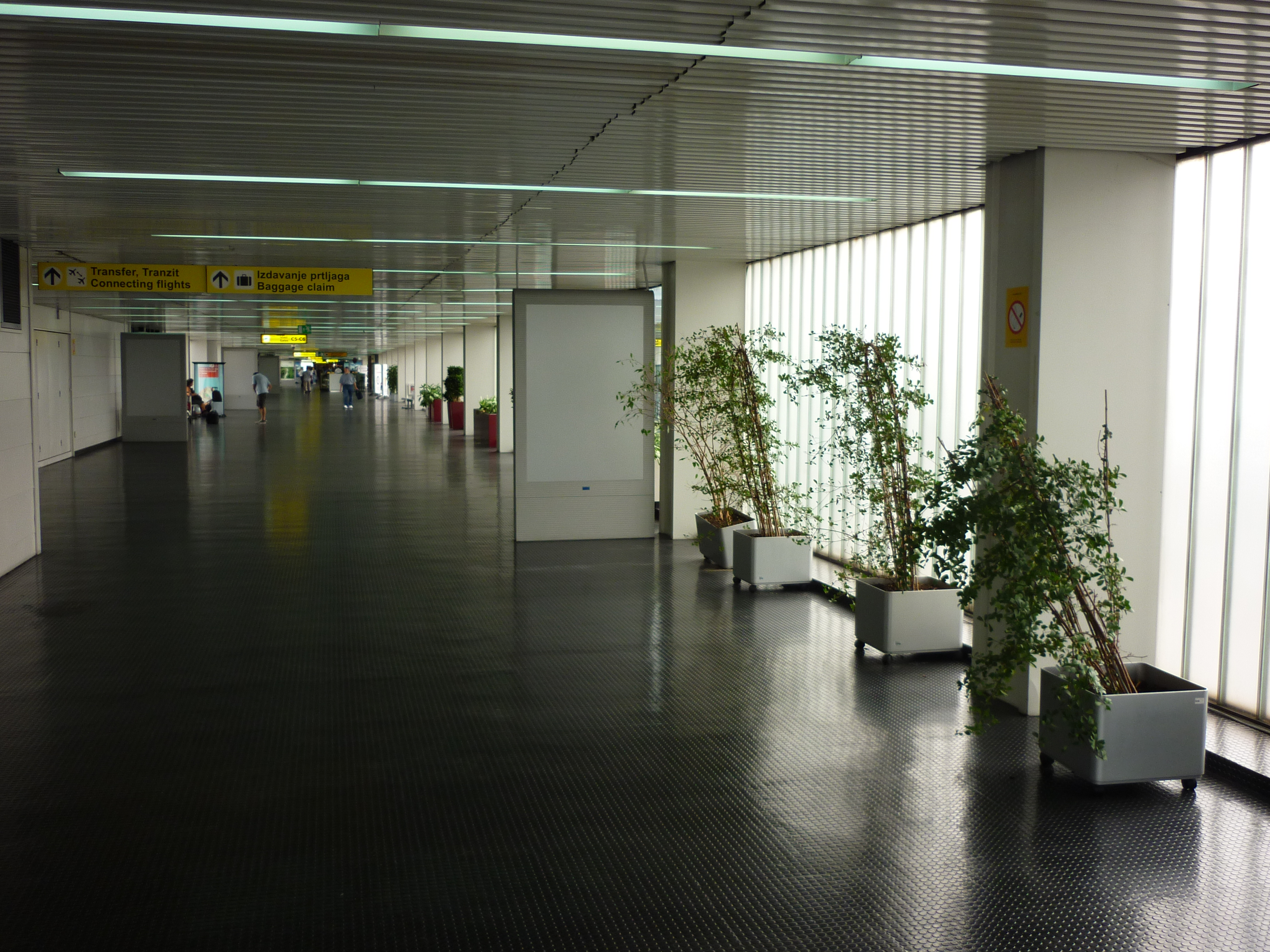
Interiér letiště před rekonstrukcí ve 21. století.

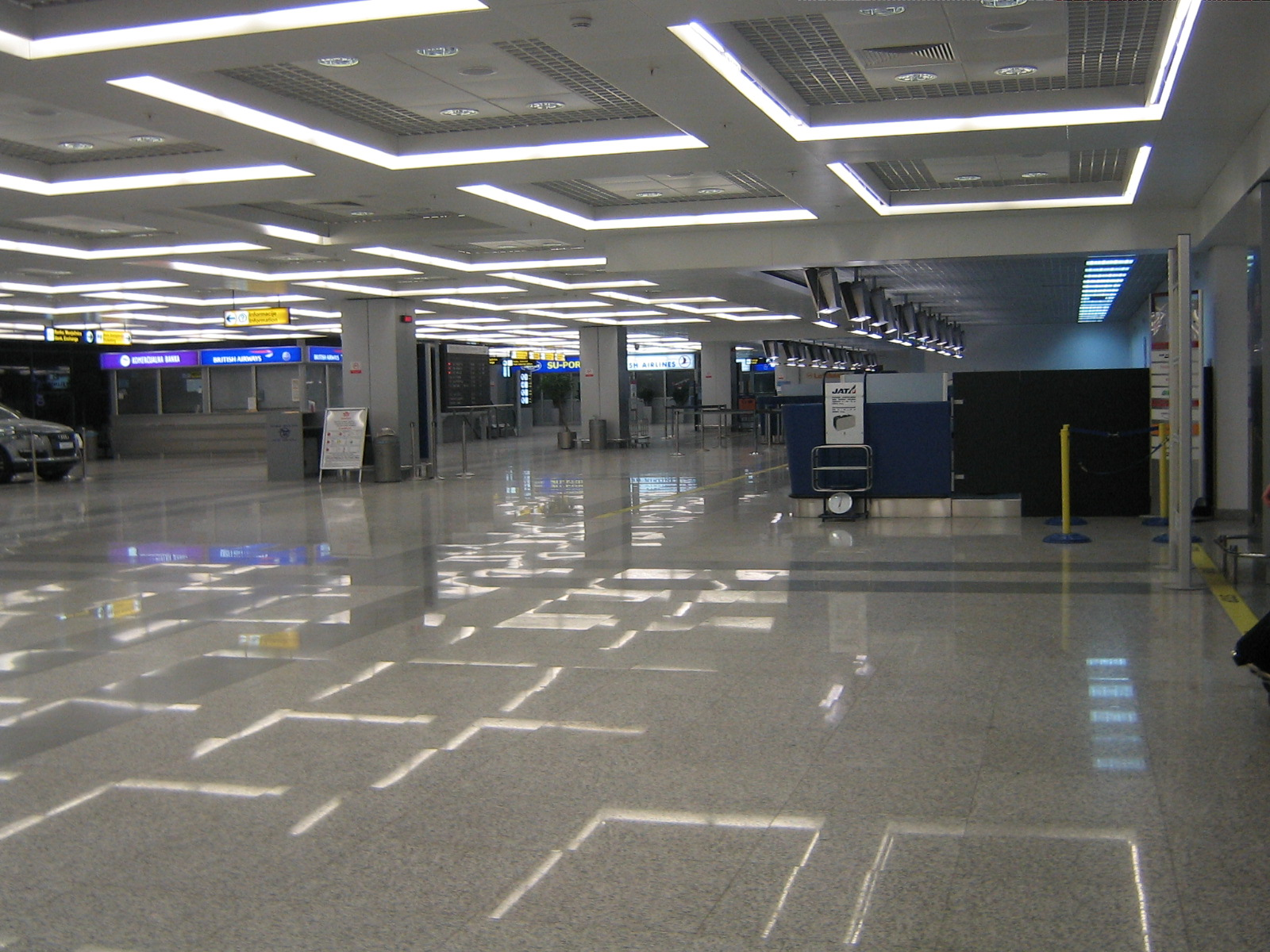
Interiér Terminálu 2.

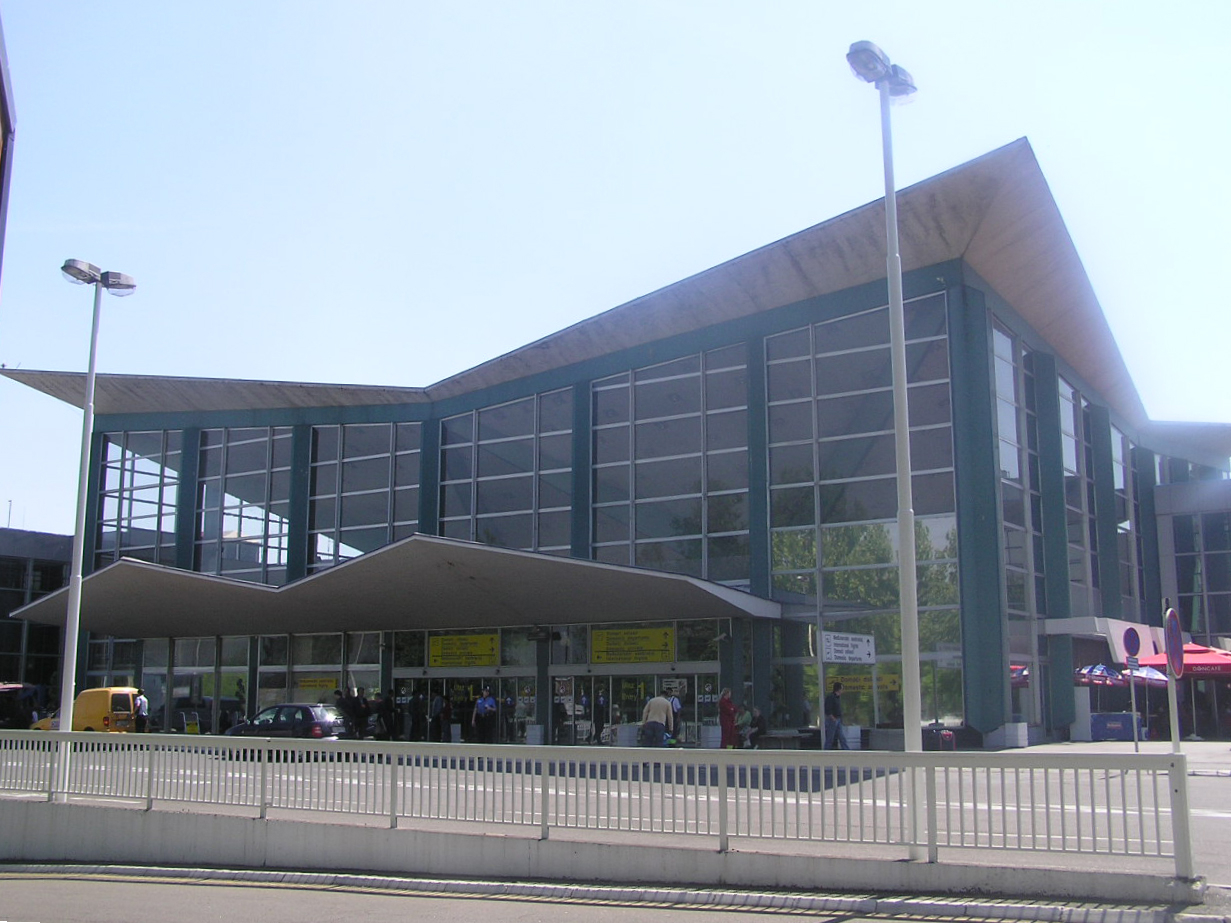
Terminál 1 letiště.

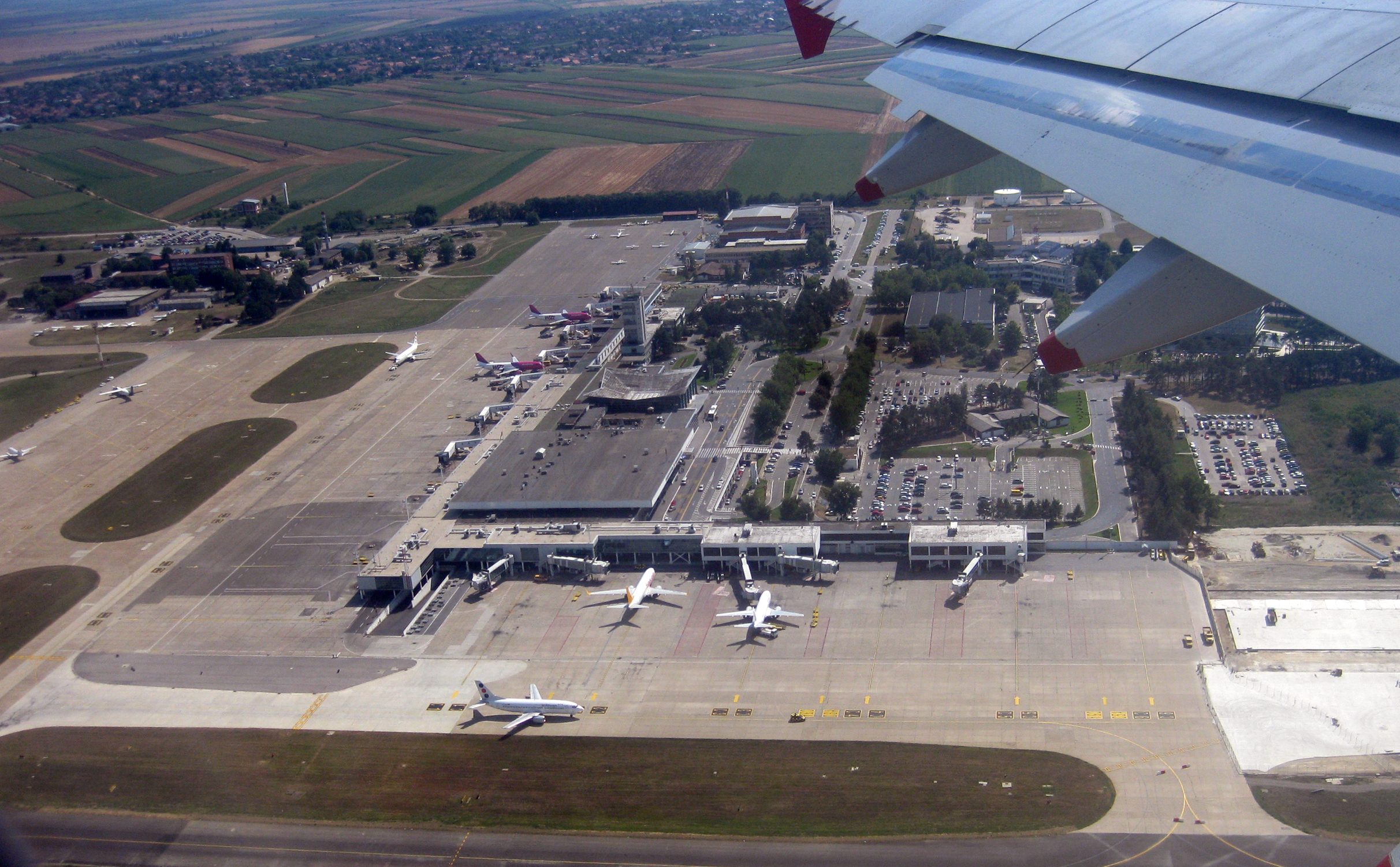
Letecký pohled.

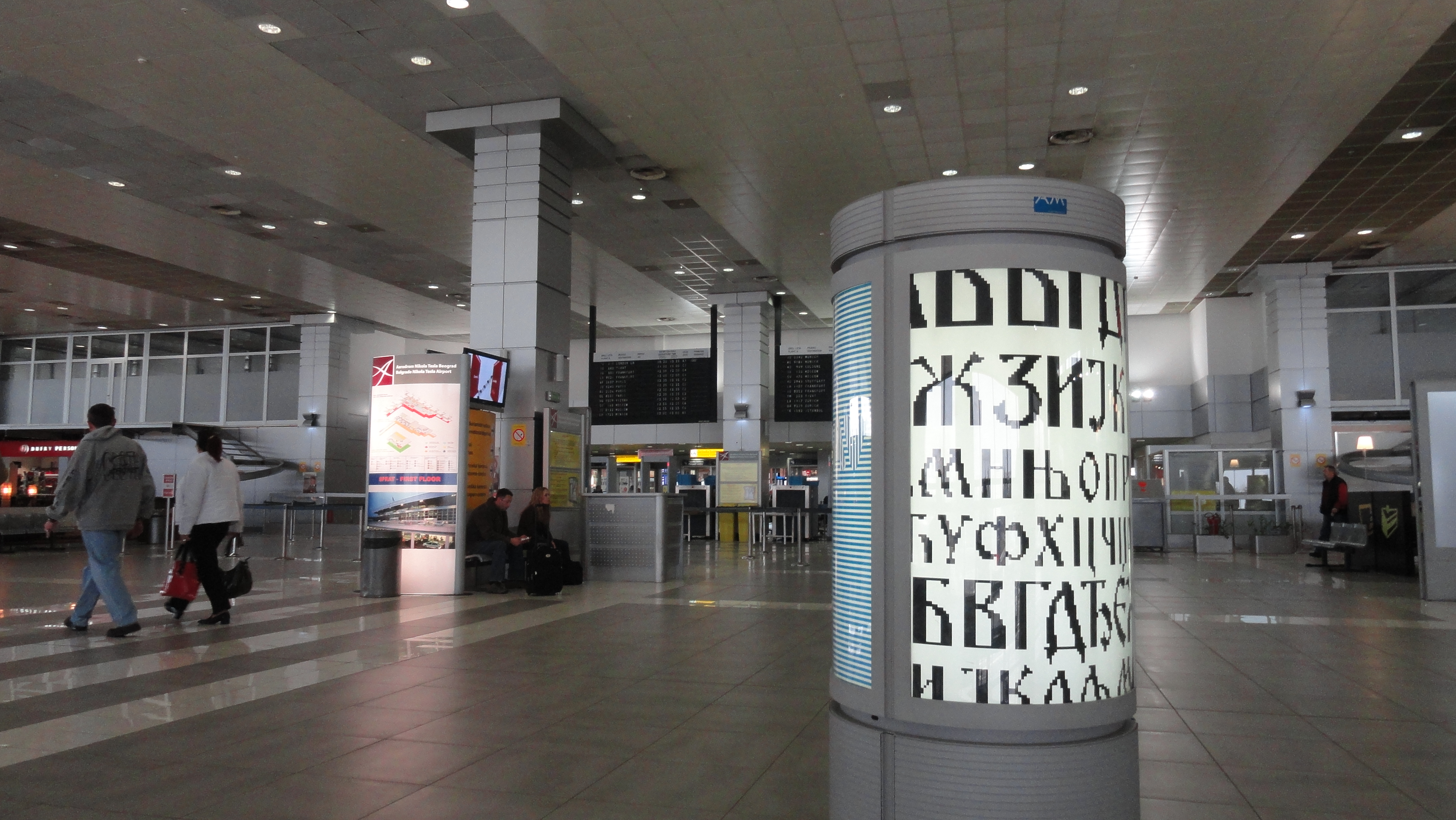
Interiér letiště.

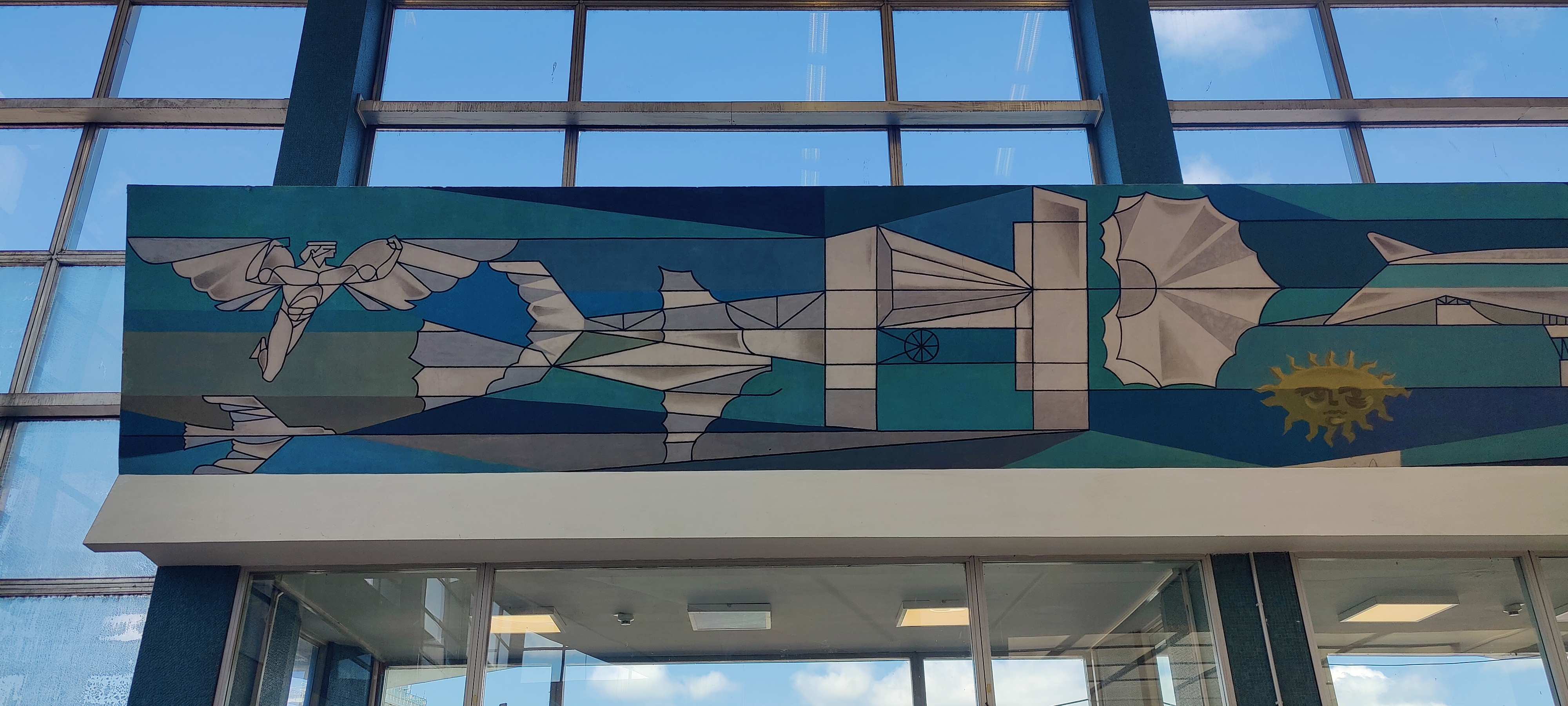
Malba "Ikarův let" nad branou letiště.

Mezinárodní letiště Nikoly Tesly Bělehrad (IATA: BEG, ICAO: LYBE, srbsky Meђународни Аеродром Београд - Никола Тесла) je hlavní mezinárodní letiště v Srbsku a v jeho metropoli Bělehradu.

## Název
Dříve bylo známé rovněž jako letiště Surčin - a to díky čtvrti Surčin, ve které leží. Pojmenováno bylo po světoznámém fyzikovi Nikolovi Teslovi. Vnitrostátní letecká společnost Air Serbia využívá letiště jako základnu.

## Poloha
Letiště leží 12 km od centra města na jeho západním okraji (blízko Zemunu a Nového Bělehradu. V jeho bezprostřední blízkosti je vedena dálnice A3 z Bělehradu směrem k Záhřebu a západně od něj se nachází dálniční obchvat metropole. Hlavní ranvej letiště je vedena ve směru severozápad-jihovýchod tak, aby přistávající a startující letadla svým hlukem nenarušovala hustě osídlené oblasti města (Savski blokovi).

## Historie

### Starší bělehradská letiště
První letiště v Bělehradě bylo otevřeno v roce 1910 v lokalitě Banjica a zpočátku jej využívali místní průkopníci letectví. O dva roky později byl postaven dřevěný hangár pro srbské letectvo, které se v té době angažovalo v první balkánské válce proti osmanskému Turecku. V roce 1914 se letiště Banjica stalo základnou srbského letectva v první světové válce. Vzhledem k častému bombardování Bělehradu a pohraničnímu charakteru lokality s Rakousko-Uherskem však jeho význam nebyl značný. Po skončení konfliktu bylo využíváno pro leteckou poštovní dopravu a zahrnovalo trasy Novi Sad–Bělehrad–Niš–Skopje a Bělehrad–Sarajevo–Mostar.
V roce 1911 bylo otevřeno další letiště v Bělehradě, v dolní části pevnosti Kalemegdan na místě současného bělehradského planetária. Další bělehradské letiště bylo otevřeno v roce 1927. Postaveno bylo v lokalitě Dojno polje. V roce 1928 začaly srbské aerolinky Aeroput z letiště přepravovat první cestující. Letiště mělo travnaté ranveje, v roce 1931 získalo odbavovací halu. Do začátku druhé světové války využívaly letiště také společnosti Air France, KLM a British Airways. Během druhé světové války bylo obsazeno německou armádou.
V roce 1944 bylo letiště renovováno a do konce války používáno Jugoslávií a Sovětským svazem. Civilní doprava byla opět zavedena v roce 1945. V roce 1947 začala letiště používat opět Jat Airways a JUSTA. Nedostatečné kapacity a rozvoj letecké dopravy po celém světě nutily jugoslávskou vládu hledat novou lokalitu pro hlavní vzdušný přístav metropole. Volba padla na dnešní umístění u Surčinu, neboť zde byly nejvhodnější podmínky pro tento typ stavby. Projekt letiště připravil tehdejší srbský (jugoslávský) architekt Nikola Dobrović, nicméně nebyl připraven a nakonec byl realizován návrh inženýra Miloše Lukiće.

### Vznik surčinského letiště
Výstavba nového letiště začala v dubnu 1958. Práce probíhaly obtížně, podmínky byly náročné a termín byl dokončit stavbu na jaře 1962. Mnohdy stěžoval dělníkům výstavbu sníh, bylo nesnadné dodržet přísné normy a otevírána byla otázka odložení termínu dokončení stavby. Slavnostní otevření se uskutečnilo dne 28. dubna 1962, kdy jej oficiálně otevřel prezident Josip Broz Tito. Během tohoto období byla postavena 3000 metrů dlouhá ranvej s paralelní pojezdovou dráhou a odstavnou plochou pro 16 letadel. Orientace ranveje byla uskutečněna tak, aby odpovídala převládajícím větrům, díky čemuž ji je možné téměř vždy využít.
Budova terminálu zabírala plochu 8 000 m2. Byly vybudovány také sklady, technické prostory, řídící věž a další pomocná zařízení. Bylo instalováno moderní navigační zařízení, které letišti vyneslo nejvyšší mezinárodní klasifikaci podle Mezinárodní organizace pro civilní letectví. Letiště patřilo k tomu nejlepšímu v tehdejší Jugoslávii a předčilo i další republikové metropole, jako např. Záhřeb. Hlavní budova zahrnovala dekorativní bazén, umělecká díla a obklady z mramoru, který byl dovezen ze všech koutů tehdejší Jugoslávie.
V prvním roce své existence odbavilo letiště 220 tisíc lidí. V roce 1963 bylo zajištěno letecké spojení z Bělehradu do USA americkou leteckou společností.
V roce 1979 bylo letiště rozšířen o druhý terminál, čímž se podstatně zvýšila jeho kapacita. Význam letiště spočíval nejen v mezinárodní dopravě ale také v dopravě vnitrostátní, která měla svůj význam vzhledem k velikosti státu a odlehlosti některých lokalit (např. makedonského Ochridu, pobřeží Jaderského moře apod.). V polovině 80. let 20. století prošlo letiště (resp. jeho terminál 1) modernizací. Předpokládaná maximální kapacita letiště měla být 5 milionů cestujících za rok. V téže dekádě předstihla dopravu vnitrostátní doprava mezinárodní. Předpokládalo se další rozšiřování letiště tak, že by do roku 2000 získalo i druhou paralelní ranvej, která měla být postavena jižně od odbavovací budovy.
Již od počátku existence moderního letiště byla prováděna měření hluku a jeho dopad na okolní obyvatele. Ačkoliv bylo letiště postaveno v řídce osídlené oblasti, nějaká zástavba v jeho okolí přeci jen existuje. Na základě údajů sbíraných v letech 1975 až 1990 bylo rozhodnuto o postupném vysidlování lokality Ledine (která leží u samotného jižního konce hlavní ranveje).
Rozvoj letecké dopravy ale omezily ekonomické problémy země a následný rozpad. Sankce v 90. letech zakázaly mezinárodní leteckou přepravu a provoz na letišti tak byl minimální. Mezi lety 1992 až 1994 z bělehradského letiště nestartovaly žádné mezinárodní lety. Areál byl využíván částečně jako závodiště.
V roce 1998 letiště odbavilo 1,4 milionu cestujících. Krátkou přestávkou v provozu byl nicméně rok 1999, kdy během bombardování Jugoslávie byl provoz přerušen opět zcela.

### 21. století
Po rozpadu Jugoslávie, mezinárodní izolaci svazové republiky Jugoslávie a změně společensko-politických poměrů v zemi v roce 2000 docházelo k pravidelnému každoročnímu nárůstu počtu cestujících. V roce 2002 tak bělehradské letiště odbavilo 1,6 milionu cestujících, v roce 2004 počet cestujících překročil dva miliony a roku 2011 to byly již tři miliony osob. Situaci značně napomohlo zrušení vízové povinnosti pro občany Srbska ze strany Evropské unie v roce 2009.
Roku 2023 dosáhl počet cestujících téměř osmi milionů. V 2. dekádě 21. století bylo druhým nejrychleji rostoucím letištěm co do počtu odbavených na světě. Svůj současný název získalo letiště v roce 2006. O rok dříve byl zrekonstruován terminál 2. V následující dekádě potom byla zahájena rekonstrukce terminálu 1. Roku 2014 byl dokončen spojovací most mezi oběma terminály. Připravována byla rekonstrukce jednotlivých gatů.
Roku 2010 se stalo letiště akciovou společností a o rok později začalo obchodovat svoje akcie na bělehradské burze.
V polovině druhé dekády 21. století srbská vláda rozhodla o privatizaci letiště a zájem na jeho odkupu získalo osm společností. roce 2017 koupila francouzská skupina Vinci provozní práva na 25 let za částku 1,4 miliardy eur. Od rozvoje aerolinek Air Serbia se letiště stalo největším letištěm na Balkáně a do roku 2025 by společnost Vinci ráda zvýšila jeho návštěvnost na 15 milionů. Okolí letiště, které je do velké míry nezastavěné, je považováno za příležitost pro rozvoj byznysu.
V roce 2023 byla postavena druhá ranvej, umístěna těsně vedle té původní. O rok dříve byla dokončena nová kontrolní věž, která nahradila původní téměř šedesát let starou.

## Terminály
Letiště má dva terminály o celkové ploše 33 000 m², terminál 2 je větší ze dvou, sousední terminály jsou propojeny koridory. Letiště má 84 odbavovacích přepážek a 27 gatů. Terminál 1 je starší a slouží většinou pro nízkonákladové společnosti, terminál 2 potom pro většinu běžné dopravy a je větší.

## Destinace

### Osobní
Následující destinace operují na letišti Nikola Tesly v Bělehradu (aktualizováno 2. dubna 2024):
| Letecká společnost | Destinace               | Destinace                                                                                        |
| ------------------ | ----------------------- | ------------------------------------------------------------------------------------------------ |
| Aegean Airlines    | Řecko                   | Athény                                                                                           |
| airBaltic          | Lotyšsko                | Sezónně: Riga                                                                                    |
| Air Cairo          | Egypt                   | Hurghada                                                                                         |
| Air Montenegro     | Černá Hora              | Podgorica · Tivat                                                                                |
| Air Serbia         | Albánie                 | Tirana                                                                                           |
| Air Serbia         | Belgie                  | Brusel                                                                                           |
| Air Serbia         | Bosna a Hercegovina     | Banja Luka · Sarajevo \| sezónně: Mostar                                                         |
| Air Serbia         | Bulharsko               | Sofie \| sezónně: Varna                                                                          |
| Air Serbia         | Černá Hora              | Podgorica · Tivat                                                                                |
| Air Serbia         | Česko                   | Praha                                                                                            |
| Air Serbia         | Čína                    | Tchien-ťin                                                                                       |
| Air Serbia         | Dánsko                  | Kodaň                                                                                            |
| Air Serbia         | Francie                 | Lyon · Paříž-Charles de Gaulle                                                                   |
| Air Serbia         | Chorvatsko              | Záhřeb \| sezónně: Dubrovník · Pula · Rijeka · Zadar                                             |
| Air Serbia         | Itálie                  | Benátky · Bologna · Milán-Malpensa · Neapol · Řím-Fiumicino \| sezónně: Bari · Katánie · Palermo |
| Air Serbia         | Kypr                    | Larnaka                                                                                          |
| Air Serbia         | Maďarsko                | Budapešť                                                                                         |
| Air Serbia         | Malta                   | Malta                                                                                            |
| Air Serbia         | Německo                 | Berlín · Düsseldorf · Frankfurt · Hamburk · Hannover · Norimberk · Stuttgart                     |
| Air Serbia         | Nizozemsko              | Amsterdam                                                                                        |
| Air Serbia         | Polsko                  | Krakov                                                                                           |
| Air Serbia         | Portugalsko             | Lisabon · Porto                                                                                  |
| Air Serbia         | Rakousko                | Salcburk · Vídeň                                                                                 |
| Air Serbia         | Rumunsko                | Bukurešť                                                                                         |
| Air Serbia         | Rusko                   | Kazaň · Moskva-Šeremeťjevo · Petrohrad · Soči                                                    |
| Air Serbia         | Řecko                   | Athény · Rhodos · Soluň \| sezónně: Heráklion · Chania · Korfu                                   |
| Air Serbia         | Severní Makedonie       | Skopje \| sezónně: Ochrid                                                                        |
| Air Serbia         | Slovinsko               | Lublaň                                                                                           |
| Air Serbia         | Spojené království      | Londýn-Heathrow                                                                                  |
| Air Serbia         | USA                     | Chicago · New York-JFK                                                                           |
| Air Serbia         | Srbsko                  | Niš                                                                                              |
| Air Serbia         | Španělsko               | Barcelona · Madrid · Málaga · Valencie \| sezónně: Palma de Mallorca                             |
| Air Serbia         | Švédsko                 | Göteborg · Stockholm                                                                             |
| Air Serbia         | Švýcarsko               | Curych                                                                                           |
| Air Serbia         | Turecko                 | Ankara · Istanbul · Izmir                                                                        |
| Arkia              | Izrael                  | Sezónně: Tel Aviv                                                                                |
| Austrian Airlines  | Rakousko                | Vídeň                                                                                            |
| British Airways    | Spojené království      | Londýn-Heathrow                                                                                  |
| easyJet            | Švýcarsko               | Ženeva                                                                                           |
| El Al              | Izrael                  | Tel Aviv                                                                                         |
| Eurowings          | Německo                 | Sezónně: Düsseldorf · Stuttgart                                                                  |
| flydubai           | Spojené arabské emiráty | Dubaj                                                                                            |
| Hainan Airlines    | Čína                    | Peking                                                                                           |
| KLM                | Nizozemsko              | Amsterdam                                                                                        |
| LOT                | Polsko                  | Varšava-Chopin                                                                                   |
| Lufthansa          | Německo                 | Frankfurt · Mnichov                                                                              |
| Luxair             | Lucembursko             | Sezónně: Lucemburk                                                                               |
| Norwegian          | Norsko                  | Oslo                                                                                             |
| Pegasus Airlines   | Turecko                 | Istanbul-Sabiha Gökçen                                                                           |
| Qatar Airways      | Katar                   | Dauhá                                                                                            |
| Swiss              | Švýcarsko               | Curych                                                                                           |
| TAROM              | Rumunsko                | Bukurešť                                                                                         |
| Turkish Airlines   | Turecko                 | Istanbul \| sezónně: Ankara · Istanbul-Sabiha Gökçen · Izmir                                     |
| Wizz Air           | Dánsko                  | Kodaň                                                                                            |
| Wizz Air           | Francie                 | Nice · Paříž-Beauvais                                                                            |
| Wizz Air           | Itálie                  | Bergamo · Řím-Ciampino · Řím-Fiumicino                                                           |
| Wizz Air           | Kypr                    | Larnaka                                                                                          |
| Wizz Air           | Malta                   | Malta                                                                                            |
| Wizz Air           | Německo                 | Berlín · Dortmund · Hamburk · Karslruhe · Memmingen                                              |
| Wizz Air           | Nizozemsko              | Eindhoven                                                                                        |
| Wizz Air           | Portugalsko             | Lisabon                                                                                          |
| Wizz Air           | Řecko                   | Sezónně: Heráklion                                                                               |
| Wizz Air           | Spojené arabské emiráty | Abú Zabí                                                                                         |
| Wizz Air           | Spojené království      | Londýn-Luton                                                                                     |
| Wizz Air           | Španělsko               | Barcelona                                                                                        |
| Wizz Air           | Švédsko                 | Göteborg · Malmö · Stockholm-Skavsta                                                             |
| Wizz Air           | Švýcarsko               | Basilej                                                                                          |

### Nákladní
Následující nákladní společnosti létaly v říjnu 2017 na letiště Nikoly Tesly:
| Letecká společnost        | Destinace               |
| ------------------------- | ----------------------- |
| ASL Airlines Switzerland  | Kolín/Bonn, Sofie       |
| European Air Transport    | Budapešť, Brusel, Linec |
| Mediterranean Air Freight | Lublaň                  |
| RAF-Avia                  | Budapešť                |
| Solinair                  | Lublaň, Sarajevo        |
| Swiftair                  | Kolín/Bonn, Sofie       |
| Turkish Airlines Cargo    | Istanbul–Atatürk        |

Bělehradské mezinárodní letiště má z hlediska počtu cestujících své specifikum, že zde byl (v 2. dekádě 21. století) nižší počet zahraničních turistů, které odbavovalo, zato byl značný počet příslušníků srbské diaspory, kteří jej využívali pro cesty do své staré vlasti.

## Incidenty
- dne 20. února 1965 se stroj Douglas DC-3/C-47A-25-DK společnosti Jugoslovenski aerotransport (JAT) (YU-ACB) zřítil do řeky Sávy při cvičném letu, nehodu nikdo nepřežil.
- dne 19. srpna 1966 došlo k nehodě ruského iljušinu Il-76 společnosti SPair (RA-76513). Došlo k selhání elektroniky. Po několika neúspěšných pokusech o nouzové přistání se letadlo nakonec zřítilo do nedalekého pole. Zahynulo všech 11 cestujících.

## Doprava
Letiště je napojeno na srbskou dálniční síť (zmíněnou dálnici A3). Zajištěno je zde i autobusové spojení na náměstí Slavija a lokalitu Zeleni venac v centru metropole. Výhledově je diskutováno a zvažováno železniční napojení letiště.

## Zajímavosti
V bezprostřední blízkosti letiště se nachází rovněž muzeum letectví. Na letišti dále sídlí letecká společnost „Jat Tehnika“, operativní část Agentury pro řízení letectví, Celní služba a letecká společnost Air Serbia, vrtulníková jednotka Ministerstva vnitra Srbska a další.
Letiště celkem zaměstnává se vším všudy okolo dvou tisíc lidí.
Podle letiště je pojmenována i nedaleká lokalita Airport City Belgrade.